# トマス・メトカーフ
トマス・メトカーフ（英語: Thomas Metcalfe、姓の綴りはMetcalfともされる、1780年3月20日 - 1855年8月18日）は、アメリカ合衆国の軍人、政治家、石工である。綽名は「石槌」（Stonehammer）である。ケンタッキー州選出アメリカ合衆国下院議員、同上院議員、第10代ケンタッキー州知事を務めた。州知事選挙に出るときにケンタッキー州では初めて、党員集会ではなく指名大会で選ばれ、また同じくケンタッキー州では初めて民主共和党員ではない知事となった。
メトカーフは16歳の時に石工として兄の徒弟となった。ケンタッキー州でも最古の郡庁舎として知られるグリーン郡庁舎の建設に関わった。後にメトカーフの政敵がその職業を嘲り、「年寄りの石槌」とあだ名を付けた。その政歴はケンタッキー州下院議員の4期で始まった。その間に米英戦争が入り、メグズ砦の防衛で1個中隊を指揮した。38歳のときにケンタッキー州選出アメリカ合衆国下院議員に選出され、これを5期務めた後に、州知事選挙に出馬した。1828年の州知事選挙では、709票差で対抗馬のウィリアム・T・バリーを破って当選した。前任のジョセフ・デシェイは選挙で自党が後退し大変動揺していたので、知事公舎を明け渡さないと脅かした。しかし最後は人民の意思を尊重して秩序ある政権移行を行った。
知事としてのメトカーフの主要な関心事は内国改良の問題だった。メトカーフが提案した計画の中にはシェルビービルからルイビルまでの道路や、オハイオ川滝を通す運河があった。アメリカ合衆国大統領アンドリュー・ジャクソンがメイズビルとレキシントンを繋ぐ有料道路の建設に連邦予算を充てる法案に拒否権を使ったとき、メトカーフは州の予算で全工事費を払い建設した。知事の任期が明けると州上院議員となり、1848年にはアメリカ合衆国上院議員ジョン・クリッテンデンが辞任したあとの空席を埋めて任期満了まで務めた。その後はニコラス郡にある領地、「フォレスト・リトリート」に引退し、1855年にコレラのために死去した。ケンタッキー州メトカーフ郡はメトカーフの栄誉を称えて名付けられたものである。

## 生い立ち
トマス・メトカーフは1780年3月20日にバージニア州フォーキア郡で生まれた。父はジョン・メトカーフ、母は父の3番目の妻であるサラ・"サリー"・デント（旧姓チン）だった。父はアメリカ独立戦争で大尉を務めていた。1784年、メトカーフ家はケンタッキー州ファイエット郡のラッセルズケイブ近くに入植した。その数年後、ニコラス郡の農園に移転することになった。

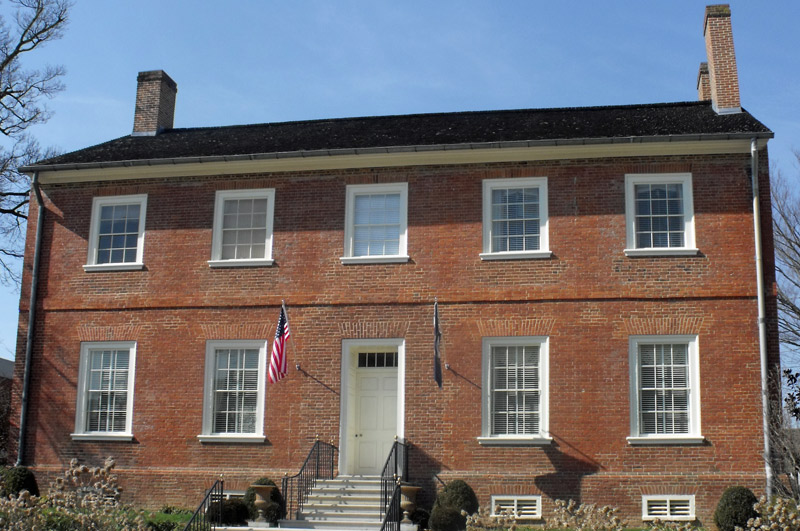
メトカーフが建設に関わったケンタッキー州初代知事公舎

メトカーフは初歩の教育を受けただけであり、16歳の時に兄の徒弟となって石工の技能を学んだ。その3年後に父が死に、この兄弟には母の世話と幼い兄弟姉妹の養育が残された。メトカーフはケンタッキー州開拓期の傑出した石工の一人であり、建設業者となった。メトカーフが建設した多くの石造り建築物が現在も残っており、ロバートソン郡に建てた最初の自家などが、アメリカ合衆国国家歴史登録財に指定されている。その他にもフランクフォートのケンタッキー州初代知事公舎や、州内最古の郡庁舎として知られるグリーン郡庁舎を建設した。
1801年10月2日、メトカーフはケンタッキー州民兵隊第29連隊に中尉として入隊した。1802年10月12日には大尉に昇進した。1806年頃、バージニア州フェアファックス出身のナンシー・メイソンと結婚した。この夫婦には4人の子供ができた。1817年から1820年の間に、ニコラス郡で自分の家を建てた。この領地は政治家ヘンリー・クレイが「フォレスト・リトリート」と名付けた。クレイは新築なったこの家を初めて訪れたときに「トム、君はここに本物のフォレスト・リトリート（森の隠棲地）を持ったんだ」と告げていた。

## 政歴
メトカーフの政歴は1812年にニコラス郡を代表してケンタッキー州議会下院議員に選出されたときに始まった。その経歴の間に米英戦争が入った。1813年、志願兵中隊を立ち上げ、メグズ砦の防衛戦でこれを指揮した。この戦争に従軍している間に、選挙区民が再度メトカーフを州議会議員に選出した。メトカーフ以外の票は13票にしかならなかった。州議会下院議員は1816年まで務めた。

### アメリカ合衆国下院議員
メトカーフは38歳のときに、ジョセフ・デシェイを破ってアメリカ合衆国下院議員に選出された。5期連続して務めたその任期中にインディアン問題委員会と民兵委員会の委員長を務めた。第二合衆国銀行には反対したが、公有地の購入者に対する貸付拡大には賛成した。1821年、無断居住者に対する先住権を認める法案を提案した。またミズーリ州とルイジアナ買収領地で奴隷制度を制限することに反対した。
1822年12月、ジェームズ・モンローの議会に対する一般教書演説で、獲得したばかりの領土、フロリダに住んでいるセミノール族インディアンを如何に扱うのが最善であるか、議会が答申するように求めた。メカトーフはインディアン問題委員会の委員長として、1823年2月21日に報告書を提出した。その報告書では、フロリダの支配権をスペインからアメリカ合衆国に譲渡したアダムズ＝オニス条約の条項に従い、セミノール族はアメリカ合衆国市民として同じ特権を与えられるべきとしていた。委員会はそれでセミノール族の中の部族忠誠心を壊し、白人社会への同化を推進できると期待していた。しかし委員会の報告書はほとんど無視された。
1826年、メトカーフは、ジョン・カルフーン副大統領が1822年に国務長官であったときに与えた契約で不当な利益を得たとする告発を調査する下院委員会に入った。カルフーンは全ての告発について無罪となったが、その友人でサウスカロライナ州選出下院議員ジョージ・マクダフィがその手続きについてメトカーフと文書を交わし始めた。その文書の応酬は過熱し、マクダフィがメトカーフに決闘を申し込むことになった。メトカーフは挑戦を受けた者として決闘の条件を選ぶ権利があった。メトカーフは武器にライフル銃を選び、距離は90フィート (27 m) とした。マクダフィは以前に行った決闘で受けた傷のためにライフル銃を使えないので、代案として拳銃を使うことを主張した。メトカーフはその生涯で拳銃を扱ったことが無いと返答した。決闘の条件について合意に至らなかったので、両者は決闘を取りやめにした。

### ケンタッキー州知事
メトカーフはケンタッキー州知事選挙に出馬するために、1828年6月1日にアメリカ合衆国下院議員を辞任した。国民共和党の指名大会で候補者に選出されたが、この方法で選ばれた候補者としてケンタッキー州では初めての者になった。本選挙ではウィリアム・T・バリーを709票差で破って当選したが、副州知事候補だったジョセフ・R・アンダーウッドは民主共和党の候補者ジョン・ブレシットに大敗した。メトカーフが当選したことで、ケンタッキー州では初めて民主共和党以外の知事が誕生することになった。しかし、メトカーフの後は、1851年にラザラス・W・パウェルが選ばれるまで、民主共和党の知事は1人のみがなっただけになった。
前任の知事ジョセフ・デシェイは、その党が選挙で敗北したことを認めるのを拒んだ。デシェイはメトカーフをその党派の故だけでなく、石工という職業が知事になるにはあまりに低すぎると考えたので、嫌っていた。メトカーフの反対者はその石細工の品質を軽視し、新裁判所・旧裁判所論争に関する見解も軽視した。メトカーフはこれらのことについて問われると、「彼らは私の見解について好きなことを言っても良いが、私の性格を最初に攻撃しようという者は、私が岩を砕くように私の石槌で彼の頭蓋骨を砕くことになる」と語った。この言葉が広まると、メトカーフは「年寄りの石槌」とあだ名を付けられた。デシェイは議会が招集されるまで知事公舎に留まると脅しを掛けていたが、人民の意志を尊重し、1828年9月2日に公舎を明け渡した。
メトカーフは猟官制と無効化の原則に反対した。保護関税と内国改良に対する連邦政府の援助を好んだ。シェルビービルからルイビルまでの道路の建設を監督した。アメリカ合衆国大統領アンドリュー・ジャクソンがメイズビルとレキシントンを繋ぐ有料道路の建設に連邦予算を充てる法案に拒否権を使ったとき、メトカーフは州の予算で工事を続けさせた。この道路は現在アメリカ国道68号線の一部になっている。その任期中にはケンタッキー州では初めての鉄道に対する発注があり、オハイオ川滝を通す運河について計画が始められた。知事の推薦により、議会は教育への追加予算を認め、教育学区を創設することになった。

## 後半生と死
知事の任期が明けた後、メトカーフはニコラス郡とブラッケン郡を代表する州上院議員を1834年から1838年まで務めた。1836年、ホイッグ党の大統領選挙人となり、1839年8月26日にハロズバーグで開催されたケンタッキー州ホイッグ党大会を主宰した。1840年から1849年、内国改良のための州委員会議長を務めた。1848年6月23日にはアメリカ合衆国上院議員ジョン・クリッテンデンが辞任したあとの空席を埋めて任期満了の1849年3月3日まで務めた。この短い任期中に合衆国からの脱退を非難し、ケンタッキー州が合衆国に留まるよう主張した。
合衆国上院議員の任期が明けると、カーライル近くで農業に従事するようになった。1855年8月18日、メトカーフはコレラのために自宅で死亡した。フォレスト・リトリートの家族墓地に埋葬された。1860年に創設されたケンタッキー州メトカーフ郡はメトカーフの栄誉を称えて名付けられたものである。フォレスト・リトリートは1973年10月2日にアメリカ合衆国国家歴史登録財に指定された。

## 関連図書
- Curry, Leonard (July 1957). “Election Year—Kentucky, 1828”. The Register of the Kentucky Historical Society 55 (3):  pp. 196–212.